# Miriam Uro-Nile
Miriam Uro-Nile (ur. 21 października 1994 w Kijowie) – ukraińska koszykarka grająca na pozycjach silnej skrzydłowej lub środkowej, obecnie zawodniczka BK Frank Iwano-Frankiwsk.
12 kwietnia 2017 została zawodniczką Energi Toruń. W styczniu 2019 opuściła klub, rozwiązując umowę za porozumieniem stron.

## Osiągnięcia
Stan na 20 stycznia 2019, na podstawie, o ile nie zaznaczono inaczej.
Drużynowe
- Mistrzyni:
  - Ukrainy (2017)[6]
  - Białorusi (2016)
  - UPBL (II ligi ukraińskiej – 2011)
- Wicemistrzyni Ukrainy (2012)
- Brązowa medalistka mistrzostw Ukrainy (2013)[7]
- Zdobywczyni pucharu Białorusi (2016)
- Finalistka pucharu Ukrainy (2017)[6]

Indywidualne
(* – nagrody przyznawane przez portal eurobasket.com)
- Środkowa roku ligi ukraińskiej (2014)*[8]
- Zaliczona do:
  - I składu ligi ukraińskiej (2014)*[8]
  - II składu:
    - ligi ukraińskiej (2013, 2017)*[6][7]
    - ligi bałtyckiej (2013)*

  - składu honorable mention ligi bałtyckiej (2017)*
- Liderka:
  - strzelczyń ligi ukraińskiej (2017)[6]
  - ligi ukraińskiej w blokach (2014)[8]

Reprezentacja
- Uczestniczka mistrzostw Europy:
  - U–20 (2012 – 7. miejsce, 2013 – 11. miejsce, 2014 – 12. miejsce)
  - U–18 (2011 – 15. miejsce)
  - U–18 dywizji B (2012)
  - U–16 dywizji B (2009, 2010)
- Zaliczona do:
  - II składu Eurobasketu U–20 (2014)*
  - III składu Eurobasketu U–20 (2013)*
  - składu honorable mention Eurobasketu:
    - U–18 dywizji B (2012)*
    - U–16 dywizji B (2010)*
- Liderka strzelczyń Eurobasketu U-20 (2014)